# ساير بن عبد الله العتيبي
المُلا ساير بن هايل بن ربيعان الثبيتي الروقي العتيبي إمام وعالم وفقيه سُني كويتي وُلِدَ في نجد وانتقل إلى الكويت وعمل إماما في الجهراء، وسُميت إحدى شوارع الكويت باسمه.

## نشأته وتعليمه
هو ساير بن هايل بن غفر بن غلاب بن حمدان بن محصن بن حصن بن مسلم بن ربيعان،[بحاجة لمصدر] ولد بقرية نفي إحدى قرى نجد، تعلم القراءة والكتابة ومبادئ الحساب والقرآن الكريم على أيدي شيوخ في حي القبلة بالكويت، تابع تعليمه في كل من البحرين وبغداد بتشجيع من الشيخ عبد الله بن خلف الدحيان. عمل في بداية حياته بالغوص على اللؤلؤ وفي سن الثلاثين طلب العلم، وعمل إماماً وخطيباً في المسجد القديم في الجهراء، ويعد امتداد لسلفه الملا منصور البناق فقد مارس مهنة التعليم في غرفة بالمسجد القديم ثم واصل ذلك في المدرسة الأولى للقرية. زامله في العمل الملا علي عبد الرحمن الدعيج وأخوه الملا صالح والملا إبراهيم سعد الحوطي. استطاع أن يقنع زميله الملا إبراهيم الحوطي بالانتقال من مدرسة الملا مرشد محمد المرشد في عام 1946م للعمل بالتدريس في الجهراء. انتقل في بداية الخمسينيات إلى منطقة السالمية وعمل إماماً وخطيباً في أحد مساجدها.

## تلاميذه
- عيد بن فهد بن محمد السويحل[9]
- مساعد السوارج[9]
- عبد اللطيف المحيسن الحبشي[9]
- مطلق النهار المطيري[9]
- مبارك وعبد الله أبناء صباح الناصر الصباح[9]

## ابناؤه
- صالح [بحاجة لمصدر]
- عبد الله [بحاجة لمصدر]
- خالد [بحاجة لمصدر]